# 姜晨
姜晨（1986年6月24日—），曾是一名中国足球运动员，司职前锋。目前为江西黑马青年的主教练。

## 俱乐部生涯
姜晨少年时被大连万达的梯队淘汰，2000年远赴四川试训才得以继续足球生涯。2003年，他在芬兰代表中国少年队攻入三球，名声大振，进入四川冠城一线队。2006年，四川冠城因为实德系问题解散，姜晨低价加盟天津泰达，此后曾经是国奥队的主力之一。但是2007年，他却因一次纪律问题被开除出国奥队。
2008年，他以租借方式加盟陕西中新，虽然获得了不少出场机会，但是赛季结束后继续被天津泰达挂牌，而陕西则不愿意支付高达250万元的永久转会费，最终他返回了天津。
2009年8月，澳超球队惠灵顿凤凰队官方宣布，球队与天津泰达就姜晨的加盟事宜达成一致，这位大连籍前锋以租借形式加盟惠灵顿凤凰队一个赛季，也成为了继高雷雷后第二名效力惠灵顿凤凰队的中国球员。姜晨在澳超的发挥并不出色，由于惠灵顿凤凰主力阵容已经固定，姜晨只获得了两次替补登场的机会，没有取得进球，并没有得到球队重用。12月，天津泰达和惠灵顿凤凰达成共识，惠灵顿凤凰提前解除了姜晨的租借合同。
2010年，姜晨在中超联赛第6轮中代表天津泰达出场。2010年10月，姜晨在德国慕尼黑接受了膝关节的手术，其恢复时间超过了大半年。5月，姜晨回到了天津泰达，但只能跟随队医进行简单的康复训练。直到6月份，姜晨才恢复了正常训练。

## 国家队生涯
2003年，姜晨代表U17国青队参加了在芬兰举办的国际足联17岁以下世界青年足球锦标赛。
2006年12月，姜晨成功入选国奥队。
2007年10月11日，由于在军训期间一次座谈会上涉及情色话题，被国奥队以劝退方式离队。
2008年4月10日，姜晨重新回到国奥队。
2013年，姜晨退役。

## 执教生涯
2021年4月28日，姜晨加盟广西平果哈嘹足球俱乐部担任助理教练。
2022年9月2日，广西平果哈嘹足球俱乐部主教练奥斯卡·塞斯佩德斯·卡贝萨辞职，姜晨出任代理主帅，率队3比0战胜上海嘉定汇龙，但接下来1比5惨败给冲超热门昆山队，同时，身后球队开始追分，平果哈嘹再度降至第14名，2022年10月21日，姜晨不再担任代理主帅。
2024年1月1日，江西黑马青年宣布姜晨成为他们的新任主帅。